# Rio Indrois
O rio Indrois é um rio localizado nos departamentos de Indre e Indre-et-Loire, na França. Tem 68,8 km de comprimento e drena 450 km2. Nasce em Villegouin e corre para noroeste, sendo afluente pela margem direita do rio Indre, no qual desagua em Azay-sur-Indre.
Ao longo do seu percurso, o rio Indrois passa pelas seguintes comunas:
- Indre: Villegouin, Préaux
- Indre-et-Loire: Villedômain, Loché-sur-Indrois, Villeloin-Coulangé, Montrésor, Chemillé-sur-Indrois, Beaumont-Village, Genillé, Saint-Quentin-sur-Indrois, Chédigny, Azay-sur-Indre